# Sasha Carter
Sasha Carter (Ashern, 20 de julio de 1974) es una deportista canadiense que compitió en curling.
Ganó dos medallas en el Campeonato Mundial de Curling, en los años 2006 y 2007.

## Palmarés internacional
| Campeonato Mundial | Campeonato Mundial      | Campeonato Mundial | Campeonato Mundial |
| Año                | Lugar                   | Medalla            | Prueba             |
| ------------------ | ----------------------- | ------------------ | ------------------ |
| 2006               | Grande Prairie (Canadá) | Medalla de bronce  | Equipo             |
| 2007               | Aomori (Japón)          | Medalla de oro     | Equipo             |